# FECOF
Die FECOF (Fédération Européenne des Communes Forestières) ist die Europäische Kommunalwaldvereinigung und vertritt die Belange der kommunalen Waldeigentümer in Europa.

## Tätigkeit
Seit ihrer Gründung im Jahr 1990 und der Verabschiedung der Europäischen Charta des Gemeindewaldes im Jahr 1992 nimmt die FECOF nationale und regionale Organisationen, die die gemeinsamen Werte der Charta teilen, als Mitglieder auf.
Die FECOF wird von den nationalen Sektionen der kommunalwaldgeprägten Länder Frankreich, Deutschland, Italien, Tschechien, Bulgarien und Spanien mit Katalonien getragen.

## Strukturen des Kommunalwaldes in Europa
Mit einer Fläche von mehr als 20 Millionen Hektar stellt der Kommunalwald, hinter dem Privat- und dem Staatswald, die dritte große Waldbesitzart in der Europäischen Union dar. In einigen Mitgliedsländern der EU erreicht der Kommunalwald einen Anteil von mehr als 15 % an der Gesamtwaldfläche.

## Ziele
Die FECOF sucht den Kontakt zu den europäischen Institutionen, ist auf der Arbeitsebene in den für die Forstwirtschaft relevanten Gremien vertreten und arbeitet eng mit anderen forstlichen Verbänden zusammen.
Die Ziele der FECOF sind im Einzelnen:
- Begleitung europäischer Entscheidungsprozesse die Wälder und den Forstsektor betreffend, mit dem Ziel der Interessenvertretung der lokalen Kommunen und der Entwicklung von ganzheitlichen Lösungen auf europäischer Ebene;
- Stärkung der Kooperation und des Austauschs zwischen den Mitgliedern zur Förderung der Kommunalwald-Besitzer, die als Verantwortliche einer nachhaltigen Bewirtschaftung der Wälder lokal handeln und die Entwicklung der Gemeindewälder vor Ort umsetzen müssen.

## Organisation
Die FECOF wird von einem Präsidium geführt, das für fünf Jahre von der Generalversammlung gewählt wird. Neben dem Präsidenten besteht das Präsidium aus den Vizepräsidenten und dem Schatzmeister. Die laufenden Geschäfte werden von den technischen Beratern mit geschäftsführender Funktion aus Frankreich (Forêts Nationales-Communes Forestières de la France) und Deutschland (Gemeinde- und Städtebund Rheinland-Pfalz) ausgeführt.

## Europäische Forstpolitik
Die Forstpolitik bleibt nach den EU-Verträgen von Lissabon, als einer der wenigen Politikbereiche, den Mitgliedsstaaten im Rahmen der Subsidiarität überlassen. Es gibt demnach, anders als bei der Landwirtschaft, keine formelle Zuständigkeit der EU für eine gemeinsame Forstpolitik. Allerdings befassen sich zahlreiche Politikbereiche zwangsläufig mit Fragen der Wald- und Forstwirtschaft und bewirken indirekt eine europäische Einflussnahme.
Das Europäische Parlament befasst sich insbesondere im Umwelt- und Agrarausschuss mit waldpolitischen Fragen. Durch die zunehmende Bedeutung der energetischen Funktion der Wälder ist auch der Ausschuss für Industrie, Verkehr und Energie häufig bei waldpolitischen Entscheidungen eingebunden.
Im Europäischen Rat ist die Ratsarbeitsgruppe Forstwirtschaft das zuständige Beratungsgremium für waldpolitische Belange.
Zuständigkeiten bei der EU-Kommission sind  vor allem die Generaldirektionen Landwirtschaft und Umwelt. Dem Ständigen Forstausschuss bei der EU-Kommission gehören nationale Experten an, die die Kommission beraten. Daneben gibt es die Zivile Dialoggruppe Forstwirtschaft und Kork sowie der Beratende Ausschuss für die Holzwirtschaftspolitik, denen Vertreter verschiedener Verbände angehören. Diese zuletzt genannten Gremien werden von der EU-Kommission bei aktuellen Themen und Vorhaben angehört. Die FECOF vertritt hier die Interessen des Kommunalwaldes.